# Naka, Nagoya
Naka (中区 Naka-ku) là quận thuộc thành phố Nagoya, tỉnh Aichi, Nhật Bản. Tính đến ngày 1 tháng 10 năm 2020, dân số ước tính của quận là 93.100 người và mật độ dân số là 9.900 người/km2. Tổng diện tích của quận là 9,38 km2.